# Kevin Sammut
Kevin Sammut (Sliema, Malta; 26 de mayo de 1981) es un exfutbolista profesional maltés, juega como volante y actualmente ha sido castigado por la UEFA a no volver a jugar de forma profesional por 10 años. Anteriormente, el castigo tenía duración vitalicia. La FIFA, en julio de 2014, extendió el castigo globalmente.

## Clubes
| Club                          | País  | Año         |
| ----------------------------- | ----- | ----------- |
| Sliema Wanderers F.C.         | Malta | 1998 - 2000 |
| Ħamrun Spartans F.C.          | Malta | 2000 - 2004 |
| Msida Saint-Joseph F.C.       | Malta | 2004 - 2005 |
| Marsaxlokk FC                 | Malta | 2005 - 2009 |
| Valetta FC                    | Malta | 2009        |
| Ħamrun Spartans F.C. (cesión) | Malta | 2011 - 2012 |